# Перим
Перим или Барим (на арабски: بريم, Barym) е остров в протока Баб ел Мандеб, принадлежащ на Йемен. Широкият 3 km проток Баб Искандер на североизток го отделя от бреговете на Азия, а протокът Дакт ел Маюн (25 km) – от бреговете на Африка. По протока Дакт ел Маюн преминава фарватера на протока Баб ел Мандеб. Островът има форма на изпъкнала на север дъга и е остатък от кратера на древен подводен вулкан, във вътрешността на който е разположено малко пристанище. Дължинана на острова от запад на изток е 6 km, той е с площ 13 km², максималната му височина е 65 m (в източната му част). Остров Перим се намира на един от най-оживените търговски пътища на Земята, покрай който преминава над 11% от световна търговия с нефт от Персийския залив през Червено море и Суецкия канал за Европа.